# Saint-Brevin-les-Pins
Saint-Brevin-les-Pins – miejscowość i gmina we Francji, w regionie Kraj Loary, w departamencie Loara Atlantycka.
Według danych na rok 2010 gminę zamieszkiwało 12 248 osób, a gęstość zaludnienia wynosiła 634 osoby/km².